# ボーフー
ボーフー （Beaufou）は、フランス、ペイ・ド・ラ・ロワール地域圏、ヴァンデ県のコミューン。

## 由来
1104年にDe Bello fago、1337年にBeafay、1370年にBeaufoul、14世紀にDe Beaufon、1533年にDe Bella fago、Beeafoa 、1648年にBeaufortと記されていた。
fouとはヨーロッパブナを意味するhêtreからきている。Beaufouは古いフランス語のbeau fou（美しいブナ）から派生した。

## 人口統計
| 1962年 | 1968年 | 1975年 | 1982年 | 1990年 | 1999年 | 2008年 | 2013年 |
| ------ | ------ | ------ | ------ | ------ | ------ | ------ | ------ |
| 965    | 923    | 815    | 857    | 968    | 907    | 1120   | 1353   |

参照元:1962年から1999年まで人口の2倍カウントなし。1999年までEHESS/Cassini、2004年以降INSEE

### ノート
1. ↑  Réélu en 2008 et 2014.